# کارگردان نمایش

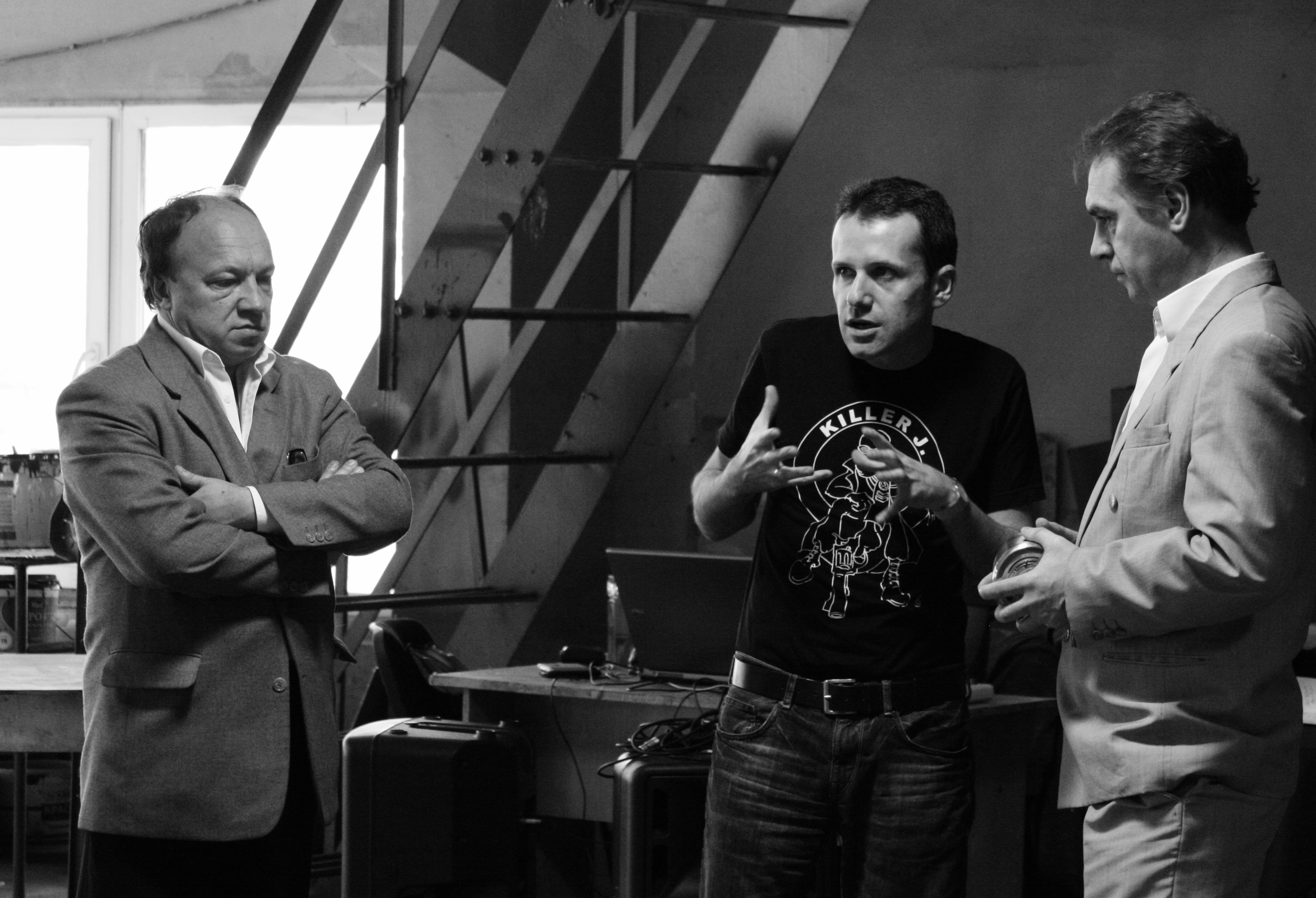
کارگردان

کارگردان نمایش کسی است که نظارت و هدایت کلیهٔ عوامل یک نمایش از قبیل بازیگر، طراح صحنه و دکور، طراح لباس، طراح نور و صدا، گریمور و ... و همچنین تعیین میزانسن را جهت خلق یک نمایش و اجرای آن روی صحنه برای ارائه به تماشاگران بر عهده دارد.

## کارگردانی در تاریخ

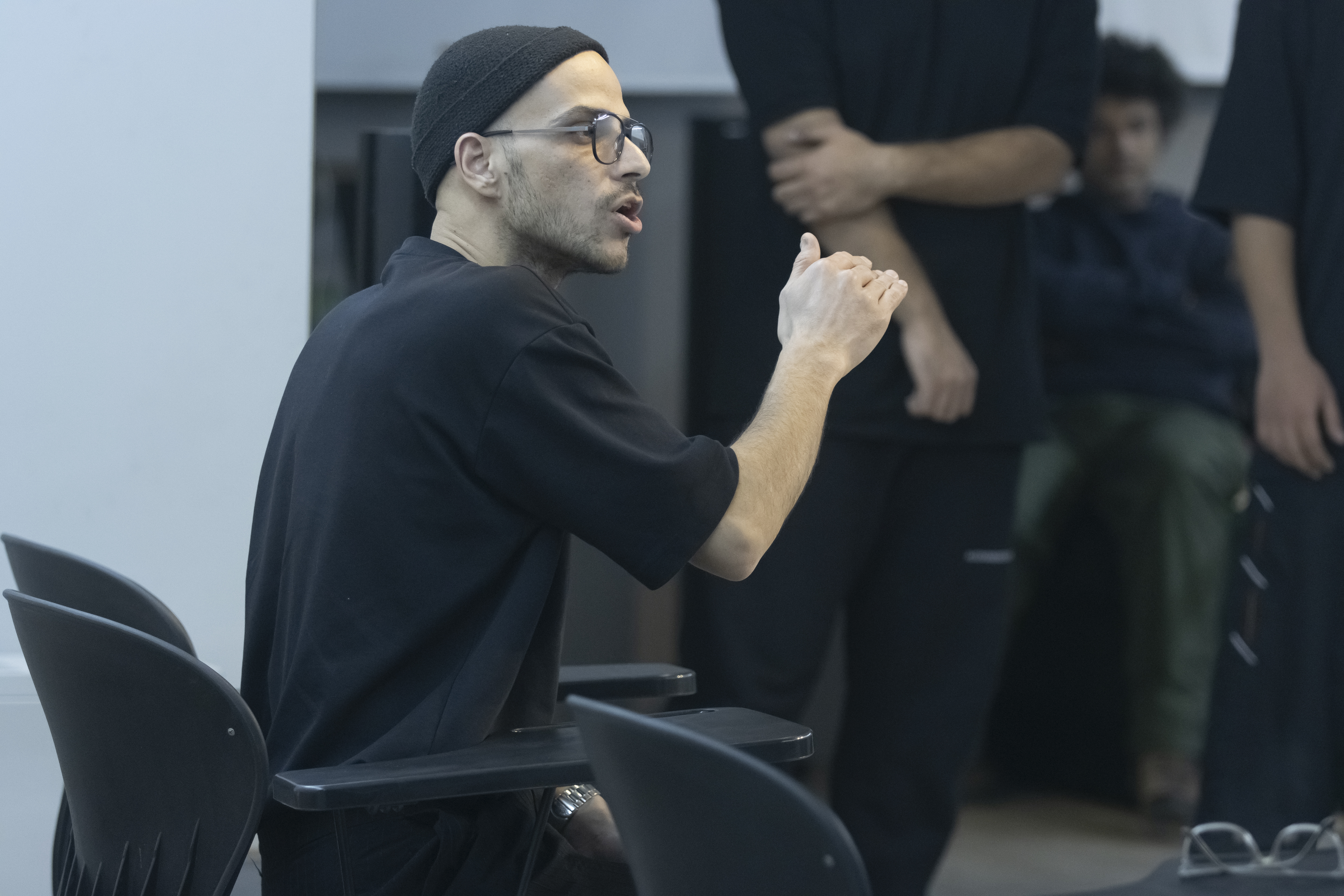
جابر رمضانی، کارگردان تئاتر در حال آموزش در تهران

در یونان باستان نویسنده کارش را کارگردانی می‌کرد. در ایران در تعزیه اغلب شمرخوان رئیس دسته بازیگران بود و هدایت بازی را بر عهده می‌گرفت. سپس‌تر کارگردانی حرفه‌ای تخصّصی شد؛ ولی همچنان برخی بازیگرانِ نقش اوّل مانند لارنس اولیویه و عباس جوانمرد و برخی نویسندگان مانند بهرام بیضایی و ادوارد باند بوده‌اند که به کارگردانی نمایش خود پرداخته‌اند.